# 브룩클린으로 가는 마지막 비상구
《브룩클린으로 가는 마지막 비상구》(Last Exit To Brooklyn)는 독일(구 서독)에서 제작된 울리히 에델 감독의 1989년 드라마 영화이다. 스티븐 랭 등이 주연으로 출연하였고 베른트 아이힝거 등이 제작에 참여하였다.

## 출연

### 주연
- 스티븐 랭
- 제니퍼 제이슨 리
- 버트 영
- 피터 돕슨
- 크리스토퍼 머네이
- 제리 오바치

### 조연
- 알렉시스 아퀘트
- 스티븐 볼드윈
- 존 코스텔로
- 캐머런 조한
- 릭키 레이크
- 프랭크 아키아토
- 카밀 사비올라
- 버나드 제티

## 기타
- 원작자: 허버트 셀비 주니어
- 라인프로듀서: G. 맥 브라운
- 라인프로듀서: 디에터 메이어
- 협력프로듀서: 제이크 에버츠
- 조감독: 글렌 트로티너
- 세트: 레슬리 A. 포프
- 의상: 캐롤 오디츠
- 배역: 데보라 아퀼라
- 배역: 제프리 파세로

## 같이 보기
- Last Exit to Brooklyn